# État KMS
Dans la mécanique quantique et la théorie quantique des champs, la propriété d'un système en équilibre thermique peut être décrite par un objet mathématique appelé état Kubo-Martin-Schwinger ou plus simplement état KMS : un état satisfaisant la condition KMS.
Kubo établit les premières bases en 1957, Martin et Schwinger utilisèrent cet état pour définir des fonctions de Green thermodynamiques en 1959.

## Présentation
Le cas le plus simple à étudier est un espace de Hilbert de dimension finie, ce qui évite la complexité liée notamment à la transition de phase ou à la brisure spontanée de symétrie. La matrice densité est donnée par :
{\displaystyle \rho _{\beta ,\mu }={\frac {e^{-\beta \left(H-\mu N\right)}}{\mathrm {Tr} \left[e^{-\beta \left(H-\mu N\right)}\right]}}={\frac {e^{-\beta \left(H-\mu N\right)}}{Z(\beta ,\mu )}}}
où H est l'opérateur hamiltonien et N est l'opérateur du nombre de particules (particle number operator en anglais).
Dans la représentation de Heisenberg, la matrice densité ne change pas avec le temps, mais les opérateurs dépendent du temps. En particulier, faire une translation de l'opérateur A par τ dans le futur donne l'opérateur
{\displaystyle \alpha _{\tau }(A)\ {\stackrel {\mathrm {def} }{=}}\ e^{iH\tau }Ae^{-iH\tau }}.